# Shëngjin
Shëngjin este un oraș din Albania.

## Vezi și
- Golful Drin